# 7269 Alprokhorov
7269 Alprokhorov este un asteroid din centura principală de asteroizi.

## Descriere
7269 Alprokhorov este un asteroid din centura principală de asteroizi. A fost descoperit pe 2 noiembrie 1975 la Observatorul de Astrofizică din Crimeea de Tamara Smirnova. El prezintă o orbită caracterizată de o semiaxă mare de 3,00 ua, o excentricitate de 0,11 și o înclinație de 2,9° în raport cu ecliptica.